# Paul Michelet (Politiker)

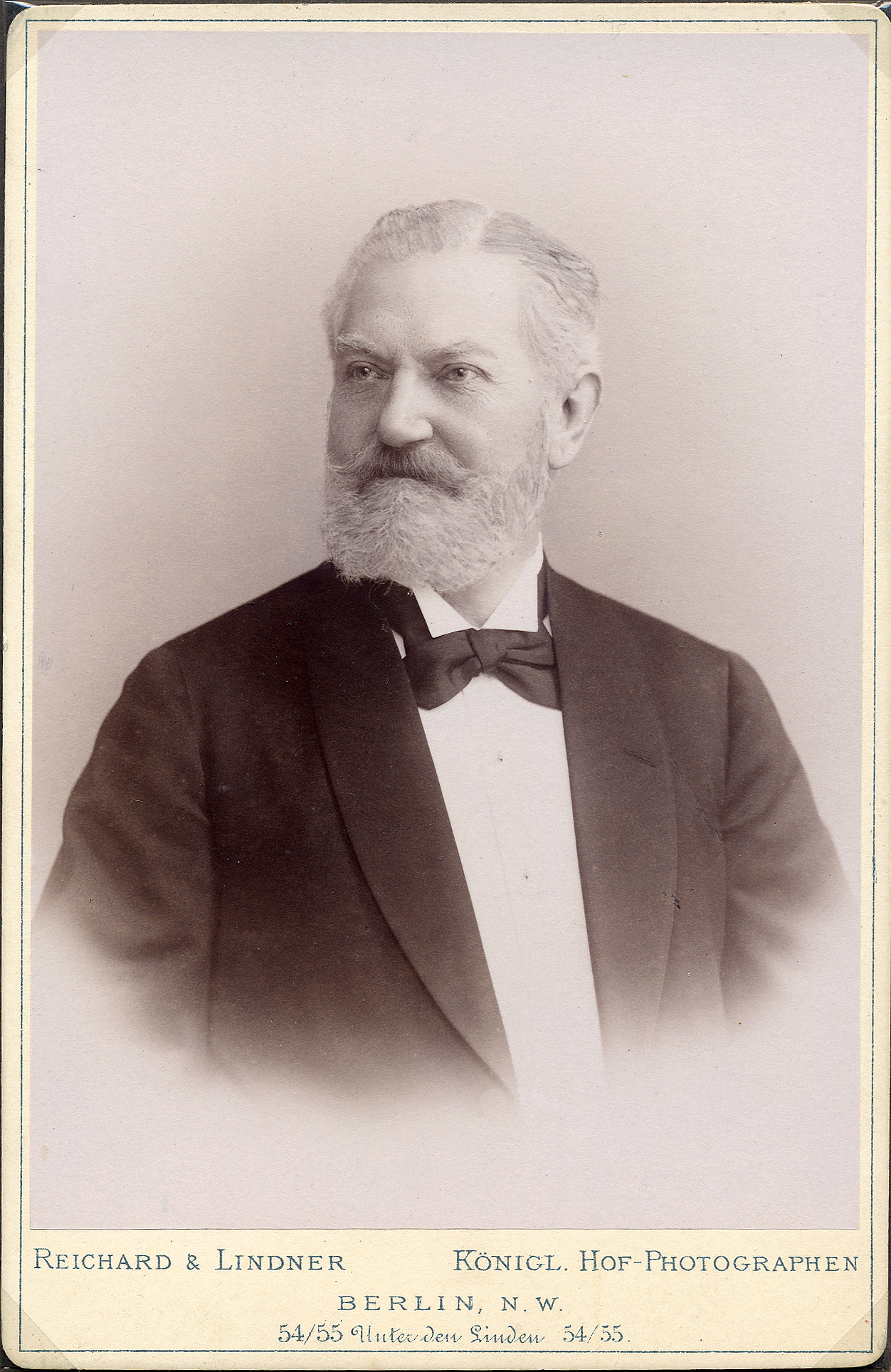
Paul Michelet (1835–1926), Stadtverordnetenvorsteher und Ehrenbürger Berlins, im Jahre 1899

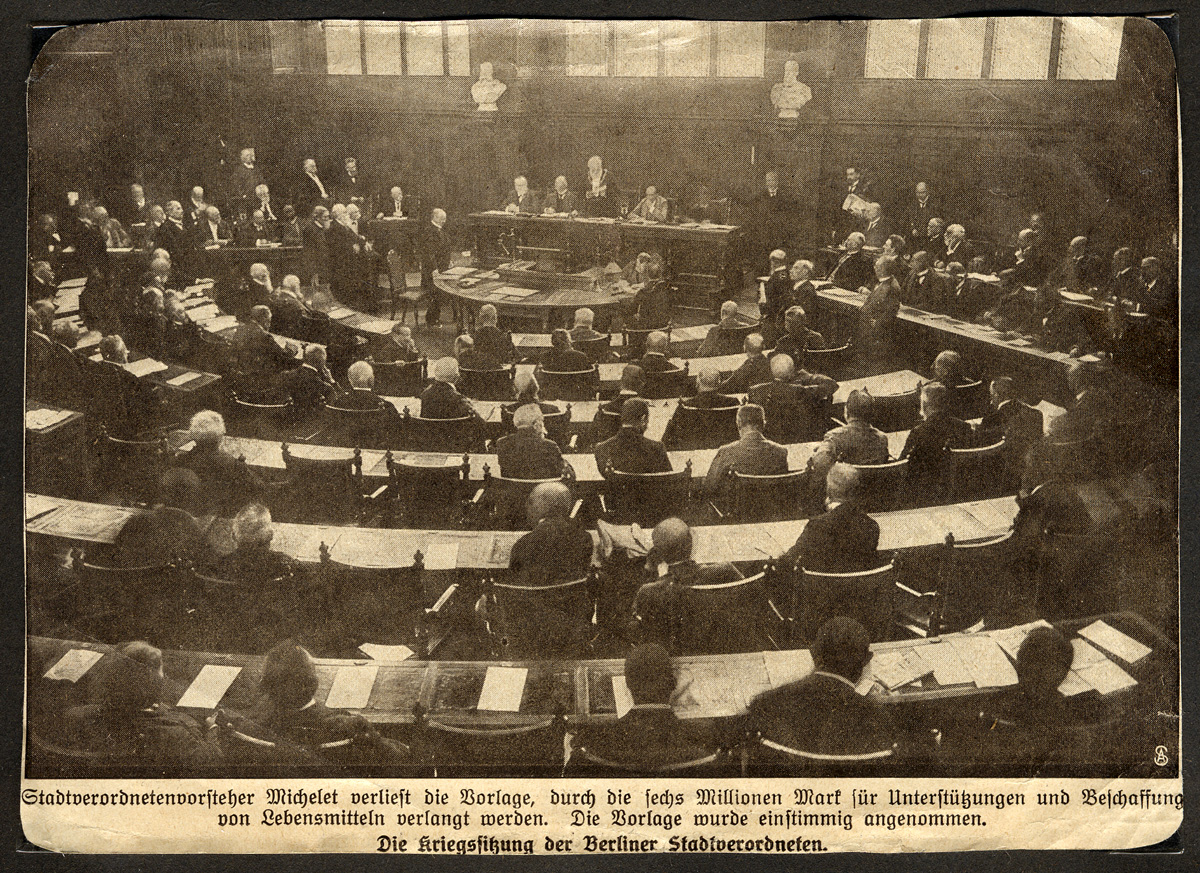
Die Stadtverordnetenversammlung von Berlin im Jahre 1915 unter Leitung von Paul Michelet

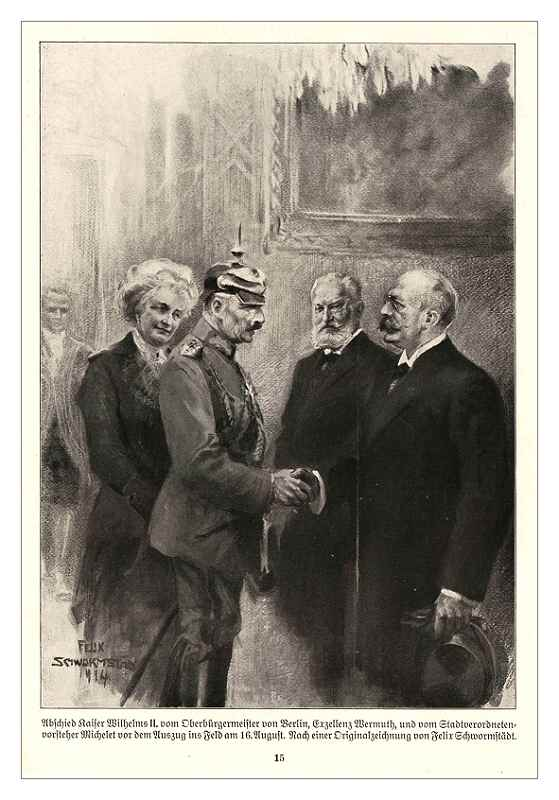
Kaiser Wilhelm II, Paul Michelet und Oberbürgermeister Adolf Wermuth (1914)

Paul (Edouard Henri) Michelet (* 26. Oktober 1835 in Berlin; † 29. November 1926 ebenda) war ein Berliner Pelzwarenhändler und Kommunalpolitiker während des Kaiserreichs; 51. Ehrenbürger der Stadt Berlin.

## Leben
Paul Michelet entstammte der alten, ursprünglich aus Metz eingewanderten Berliner Hugenottenfamilie Michelet, der ebenfalls der Berliner Philosophieprofessor Karl Ludwig Michelet entstammt, ein Großcousin 2. Grades von Paul Michelet. Über einen Enkel Paul Michelets bestanden später familiäre Verbindungen zur Familie des Rixdorfer Stadtrats Gustav Leyke.
Paul Michelet wurde als Sohn des Pelzwarenfabrikanten Louis Paul Michelet (1805–1870) in der Jerusalemer Straße 35 im Herzen Berlins geboren. Nach dem Besuch der Handelsschule und Ausbildungsjahren im väterlichen Betrieb, aber auch in London und Paris, betrieb er erfolgreich das väterliche Pelzgeschäft L. Michelet & Co. in der Leipziger Straße in der Mitte Berlins und avancierte zum Hoflieferanten am preußischen Hof. 1861 wurde er Mitinhaber des Familienunternehmens, führte es nach dem Tod des Vaters 1870 erfolgreich weiter und gab die Geschäftsführung erst 1899 an seine Neffen weiter, welche die Firma jedoch nicht dauerhaft aufrechterhalten konnten.  Er wohnte mit seiner Familie in Tiergarten-Süd, direkt am Landwehrkanal, am Schöneberger Ufer 21.
Unter dem Vorbild des Vaters, der 24 Jahre lang die Funktion eines Bezirksvorstehers innehatte, wandte sich Paul Michelet nebenberuflich der Berliner Kommunalpolitik zu: 1873 wurde er Bezirksvorsteher, 1887 erstmals Stadtverordneter. Ab 1899 widmete er sich ausschließlich seinen ehrenamtlichen Aufgaben. Er war Mitglied im Rechnungs- und Etatausschuss und in der Generaldirektion der Waisenverwaltung der französischen Kolonie und war später für die Verwaltung der Berliner Markthallen und für die Stiftungsdeputation verantwortlich. Die herbei erworbene Reputation verhalf ihm dazu, 1894 als Stellvertreter des Vorstehers der Stadtverordnetenversammlung gewählt zu werden. 1908 wurde Paul Michelet – als Nachfolger von Dr. Paul Langerhans senior (1820–1909; 1900 zum 45. Ehrenbürger Berlins ernannt) – Vorsteher der Stadtverordnetenversammlung. In dieser Funktion soll sich Michelet durch Ruhe und Sicherheit in der Ausführung seines Amtes, durch seinen Gerechtigkeitssinn und seine Unparteilichkeit ausgezeichnet haben.
Seine Amtszeit fiel in die Amtsjahre der Berliner Bürgermeister Martin Kirschner (1842–1912, Bürgermeister von 1899 bis 1912, ebenfalls Ehrenbürger der Stadt) und Adolf Wermuth (1855–1927, Bürgermeister von 1912 bis 1921); an der Amtseinführung des letzteren, eines vormaligen Staatssekretärs in der Reichsregierung, war Michelet aktiv beteiligt.
Nach der Revolution von 1918 zog sich Michelet aus der Kommunalpolitik zurück.

## Stadtverordnetenvorsteher und Ehrenbürger
Herausragende Bedeutung gewann er durch sein langjähriges Wirken als Stadtverordneter und Vorsteher der Stadtverordnetenversammlung von Berlin, wofür ihm anlässlich des 25-jährigen Dienstjubiläums am 20. Januar 1914 – gemeinsam mit seinem Freund und zeitweiligem Stellvertreter, dem Stadtverordneten Oskar Cassel (1849–1923) – die Ehrenbürgerschaft der Stadt Berlin verliehen wurde.
In einer Würdigung in der Berlinischen Monatsschrift  des Luisenstädtischen Bildungsvereins (2000) wird hervorgehoben, dass die Phase der Ehrenbürgerschaftsverleihungen zwischen 1900 und 1920 im Allgemeinen und die Würdigung Paul Michelets im Besonderen das Selbstbewusstsein der städtischen Selbstverwaltung und seiner politisch aktiven Persönlichkeiten widerspiegelten. Gewürdigt wurden nicht mehr Generäle, Diplomaten und schmückende Repräsentanten der Kaiserstadt, sondern engagierte Stadtbürger – als Ausdruck einer selbstbewussten Kommune im wilhelminischen Kaiserreich.
Historisch ist hervorzuheben, dass Paul Michelet der erste Vertreter der Wirtschaft war, der mit der Berliner Ehrenbürgerschaft geehrt wurde (und bis heute einer der wenigen Wirtschaftsvertreter mit dieser Ehrung geblieben ist) – und dass er zugleich der kleinen Minderheit unter den Ehrenbürgern angehört, die in Berlin geboren sind.

## Erinnerung

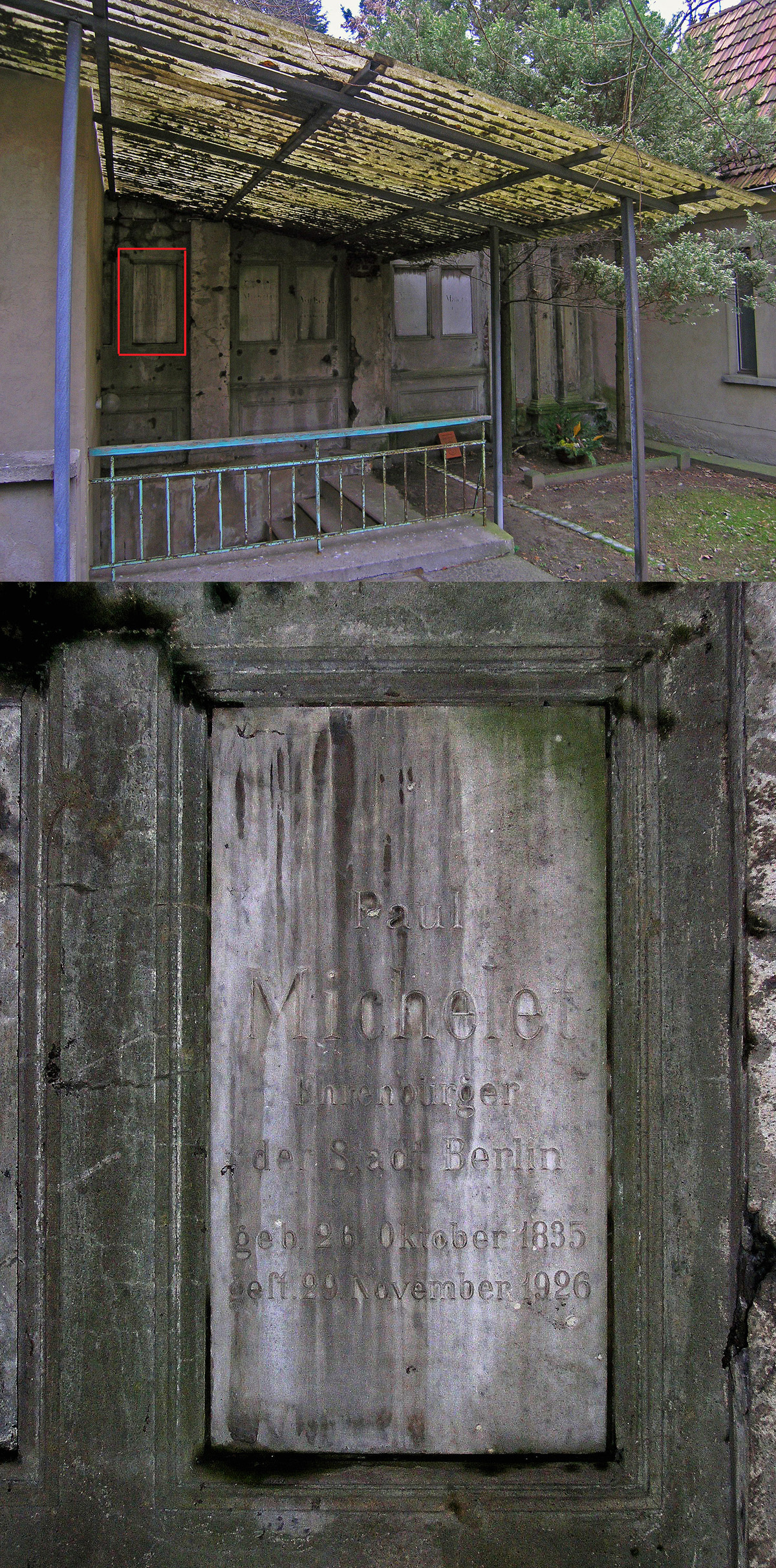
Ehrengrab der Familie Michelet (oben), darin ganz links die Grabplatte von Paul Michelet (unten), im Januar 2008

Michelet starb hochbetagt und ist begraben auf dem Friedhof II der Französisch-Reformierten Gemeinde an der Liesenstraße in der Oranienburger Vorstadt (heute: Berlin-Gesundbrunnen; Liesenstraße 7). Die Grabstätte der Familie ist heute noch erhalten. Sein Grab ist als Ehrengrab der Stadt Berlin gewidmet.
In Berlin ist bislang keine Straße bzw. kein Platz nach diesem 51. Ehrenbürger der Stadt benannt worden.
In der Jüdenstraße, direkt im östlichen Seiteneingangsportal des Roten Rathauses in Berlin-Mitte, wo die Stadtverordnetenversammlung in jenen Jahren tagte, erinnert heute noch eine Gedenktafel aus dem Jahr 1908 an ihn und seine Amtsvorgänger (im Durchgangsbereich vom Seiteneingang, Jüdenstraße 1, zum Innenhof, linksseitig – gegenüber von der gleichartigen Gedenktafel für die Berliner Oberbürgermeister). Die Inschrift ist durch die Alterung nur noch schwer zu entziffern – der letzte Eintrag in der Ecke mit der verblichensten Inschrift verweist, kaum noch leserlich, auf Paul Michelet.

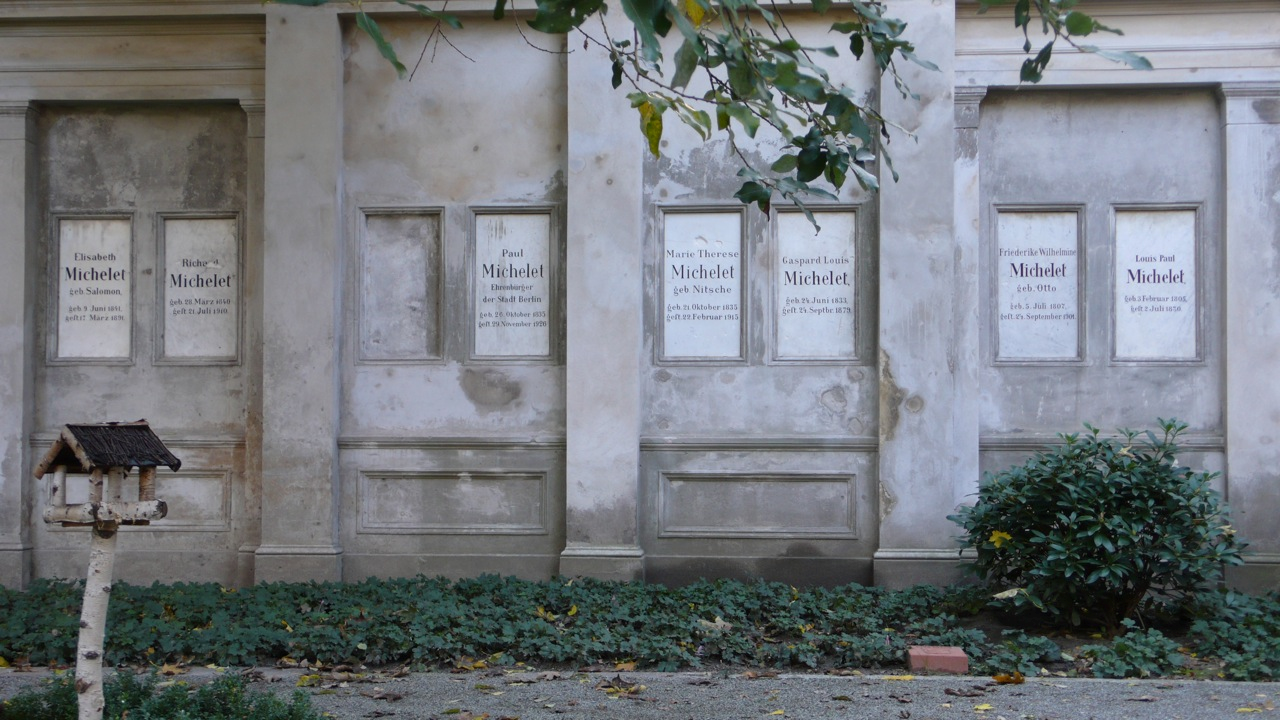
Ehrengrab der Familie Michelet im November 2010
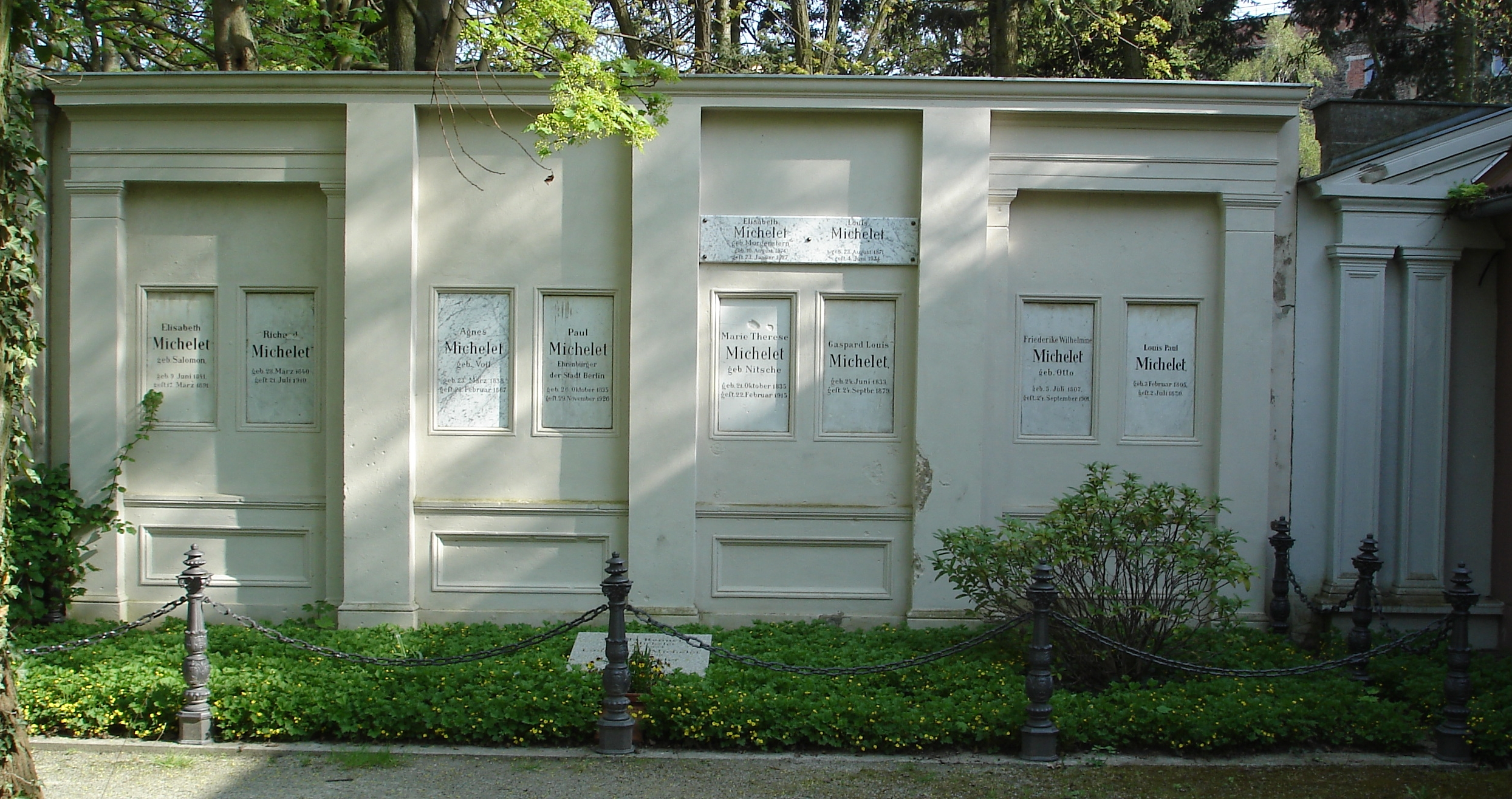
Ehrengrab der Familie Michelet im April 2018